# Hegyes Berci
Hegyes Bertalan (Martfű, 1994[forrás?] –) többszörös magyar bajnok tíztáncban, valamint a Dancing with the Stars televíziós műsor többszörös győztese.

## Magánélete
Édesanyja, Nagy Katalin, néptánccal foglalkozik, édesapja cukrászdát üzemeltet.

## Tagságok
- Szilver Táncsport Egyesület